# دشت کوچک مجارستان
دشت کوچک مجارستان (مجاری: Kisalföld; انگلیسی: Little Hungarian Plain) به مساحت ۹٬۰۰۰ کیلومتر مربع در شمال غربی مجارستان، جنوب غربی اسلواکی و شرق اتریش قرار دارد. در حدود کمتر از ۴٬۰۰۰ کیلومتر مربع از دشت کوچک در مجارستان امروز قرار دارد. بخش اسلواکی دشت از قسمت جنوبی در مجارستان توسط دانوب جدا می‌شود و بخشی نیز در اتریش قرار دارد.

## کشاورزی
دشت کوچک بخشی از فرادانوب و از قدیم دارای کشاورزی پیشرفته با محصولاتی همچون گندم، چاودار و علوفه است.

## توضیحات
1. ↑  بعد از جنگ جهانی اول، دشت کوچک بین مجارستان، چکسلواکی و اتریش تقسیم شد.